# 戦略地政学
地政戦略学（ちせいせんりゃくがく、英: Geostrategy）、または戦略地政学（せんりゃくちせいがく）とは、軍事力及び国家安全保障に焦点を当てた地政学であり、地政学を戦略として利用する試みである。

## 概要
地政学の分野の一つであり、主に地理的要因によって導かれる外交政策の一種であり、それらが政治的・軍事的計画に情報を提供することにより、制約し、影響を与えるものである。他の戦略と同様に、地政戦略学は手段と目的を一致させることに関係している。この場合、国の資源（それらが限られているか、豊富であるかにかかわらず）と地政学的な目的（局地、地域、または地球規模である可能性がある）を一致させることとなる。地理学が国家国民と密接不可分であるのと同様に、戦略は地理学と絡み合っているか、またはコリン・グレイとジェフリー・スローンが述べるように、「地理学は戦略の母である」。
地政戦略学者は、地政学者とは異なり、攻撃的な戦略を提唱し、ナショナリスト的な視点から地政学にアプローチする。すべての政治理論と同様に、戦略家の国民性、自国が有している資源の多寡、自国の目標の範囲、政治的・軍事的・文化的・経済的関与に影響を与える技術的要因など、地政戦略学は、その理論が考案された背景にある文脈に関連している。地政戦略学は、外交政策が地理的要因によってどのように形成されるかを記述する理論的機能、地理的要因に基づいて外交政策を分析及び評価する機能、地理的要因に基づいて国家の将来的な外交政策の内容を推計する機能、外交政策を提案する実践的機能を果たすことができる。
多くの地政戦略学者は地理学者でもあり、政治地理学・軍事地理学・文化地理学・経済地理学・戦略地理学など人文地理学の下位分野を専門としている。戦略地理学は地政戦略学と最も密接に関連している。
特に第二次世界大戦後、一部の研究者は、ドイツ起源の国家有機体説と英米起源のより広範な地政学との二つの学派に分かれて、地政戦略学を研究している。 

## 定義
以下で説明する地政戦略学のほとんどの定義は、戦略的考察と地政学的な要因との融合を強調している。地政学が表向きは中立的なもので、異なる地域の地理的・政治的特徴、特に地理が政治に与える影響を検証するものであるのに対し、地政戦略学は国家目標を達成するための手段を割り当てたり、軍事的、政治的に重要な資源を確保したりする包括的な計画を含む。

### 原義
"geo-strategy（戦略-地政学）"という英語表記は、フレデリック・シューマンが1942年に発表した論文 "Let Us Learn Our Geopolitics"の中で初めて使われた。これはドイツの地政者カール・ハウスホーファーが用いた"Wehrgeopolitik"というドイツ語の訳語である。それ以前は、"defense-geopolitics（防衛-地政学）"などの語が用いられていた。ロバート・シュトラウス・フーペは、"war-geopolitics（戦争-地政学）"という語を充てた。

### 現代の定義
地政戦略学とは、地表の特に重要な空間に対する権力の行使、国際システム上の政治的存在を作り上げることについて取り扱うものである。それは、自らの安全保障と繁栄を高めること、国際システムをより豊かにすること、形作られるよりも形作ることを目的としている。地政戦略学とは、特定の貿易ルート、戦略的ボトルネック、河川、島、海へのアクセスを確保することである。それには大規模な軍事的プレゼンスが必要であり、通常、海外の軍事基地の開設や大規模シーパワー投射が可能な軍艦の建造と同時に行われる。また、目的を共有する他の大国や、自分が重要と考える地域に位置する小規模な「基軸国家」との同盟関係のネットワークも必要となる。—James Rogers and Luis Simón、Think Again: European Geostrategy
「地政学的、戦略的」および「地政戦略学的」という言葉は、次のような意味で使われている。
「地政学的」とは、国家や地域の状況を決定する地理的、政治的要因の組み合わせを反映し、地理が政治に与える影響を強調したものであり、
「戦略的」とは、中心となる目標や軍事的に重要な資源を獲得するための施策を包括的かつ計画的に適用することを意味し、
「地政戦略学的」とは、戦略的な検討と地政学的な検討を融合させたものである—Zbigniew Brzezinski、Game Plan (emphasis in original)
米国にとってユーラシアの地政戦略学とは、短期的には独自のグローバル・パワーを維持し、長期的にはそれを制度化された国際協力へと変容させるという米国の双子の利益に沿って、地政学的な動態を意図的に管理し、地政学的な触媒状態を慎重に処理することである。

残忍な古代帝国時代に置き換えていえば、帝国の地政戦略学上の3大命題は、家臣間の結託を妨げて安全保障を依存させ続けること、属国を懐柔・保護し続けること、そして蛮族が合流しないようにすることである。—Zbigniew Brzezinski, The Grand Chessboard
「地政戦略学」とは、国家の外交政策の地理的方向性のことである。より正確には、地政戦略学とは、国家がどこに注力し軍事力を投じ外交活動を展開するのかを説明するものである。
基本的な前提として、国家の資源は限られており、たとえその気があったとしても、「烏合の衆」の外交政策を行うことはできないということである。その代わりに、世界の特定の地域に政治的・軍事的に焦点を当てなければならない。地政戦略学とは、国家の外交政策の推進力を説明するものであり、動機や意思決定のプロセスを扱うものではない。したがって、国家の戦略は必ずしも地理的・地政学的要因によって動機づけられるものではない。国家は、イデオロギー的な理由、利権団体、あるいは単に指導者の気まぐれによって、ある場所に権力を投影することがある。—Jakub J. Grygiel、Great Powers and Geopolitical Change (emphasis in original)

## 理論と方法論
科学あるいは科学に基づく政治的実践としての地政戦略学は、事実と経験的分析を用いているため、地政戦略学の理論的定式化は、戦略的アプローチの違いや競合する戦略的アプローチによって事実と価値観の関係や結論は異なるものの、通常は経験則に大きく依存している。理論に基づく地政戦略学構想は、その国の対外政策や国際政策の基礎となる。また、地理戦略的概念は、共通の歴史・国同士の関係・文化・プロパガンダなどにより、歴史的に習得されたり、さらには国を跨いで継承されたりするものである。
地政戦略学が考慮しなければならない立地には、川谷・内海・外海・世界島などがある。例えば、西欧文明の起源は、エジプトのナイル川やメソポタミアのチグリス川・ユーフラテス川の渓谷にあった。ナイル川・チグリス川・ユーフラテス川は、作物生産のための肥沃な土壌を提供しただけでなく、流域に住む者たちにの創意工夫を強いる洪水をもたらした。この地域の気候は、主に農業を基盤とした生活に適していた。 川はまた、人力と風力が船の動力であった時代に交易路を提供した。川谷は、人々の政治的発展のための統一因子となった。

## 歴史

### 先駆け
早くもヘロドトスのころから、観察眼の持ち主たちは戦略が当事者の地理的背景に大きく影響されると考えていた。ヘロドトスは『歴史』の中で、古代エジプト・アケメネス朝ペルシャ・スキタイ・古代ギリシャの間の文明の衝突を描いているが、これらはすべて形而下の地理的背景に大きく影響されているとヘロドトスは考えていた。
ハインリッヒ・ディートリッヒ・フォン・ビューローは、戦略の幾何学的な科学を提案した『新戦争体系の精神』を1799年に著した。彼の理論では、小さな国家を大きな国家が飲み込んでいき、最終的には11の大国家にまとまると予測された。マッキュービン・トーマス・オーウェンズは、この予測とドイツ統一とイタリア統一後のヨーロッパ勢力図との近似性を指摘している。

### 黄金期
1890年から1919年の間は、世界は地政戦略学者のパラダイスの様相を呈し、古典的な地政学的理論の定式化につながった。当時の国際システムは、（多くの場合、世界を巻き込んでの）列強の台頭や没落により特徴づけられた。大国が探検したり植民地化したりするための新たなフロンティアはもう残されておらず、世界全体が帝国と植民地化した大国の間で分断されていた。この時点から、国際政治は国家対国家の闘いを特徴とするようになる。
地政学の思想には、英米学派とドイツ学派の2つの系統がある。 アルフレッド・セイヤー・マハンとハルフォード・マッキンダーは、それぞれ著作『アジアの問題（The Problem of Asia）』と『地理学からみた歴史の回転軸（The Geographical Pivot of History）』の中で、アメリカとイギリスの地政学の概念を概説している。フリードリヒ・ラッツェル とルドルフ・チェーレンは、ドイツ独自の地政学派の基礎を築いた国家有機体説を展開した。

### 第二次世界大戦

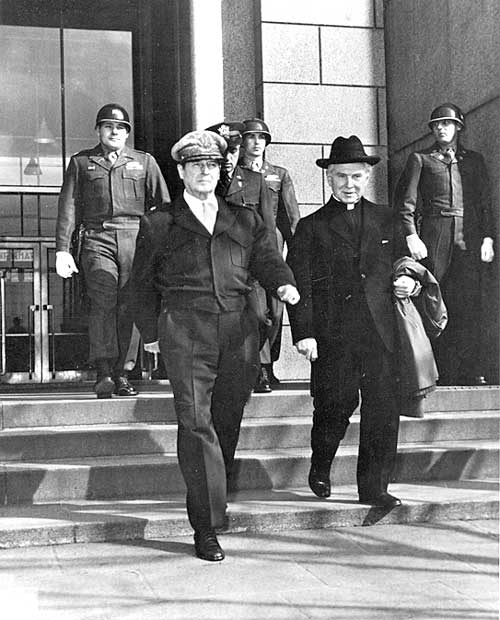
Fr. Edmund A. Walsh, SJ

ドイツの最も著名な地政学者はカール・ハウスホーファーであった。第二次世界大戦後、連合軍軍政期のドイツにおいて、アメリカ合衆国はニュルンベルク裁判で戦争犯罪の審査のために、多くの役人や公人を調査した。学会の第一人者であるハウスホーファーは、米当局の要請を受けて、ジョージタウン大学外交政策大学院の地政学教授エドモンド・A・ウォルシュ神父に尋問された。ハウズホーファーはナチス・ドイツの侵略正当化の論拠を与えていたものの、ウォルシュ神父は彼が裁判に立つべきではないと判断した。

### 冷戦
第二次世界大戦後、ナチズムと国家有機体説との関係から「地政学」という言葉は不評を買った。第二次世界大戦末期から1970年代半ばまでに出版された本の中で、「地政学」や「戦略」という言葉をタイトルに使用したものは事実上なく、地政学者自身もその語を用いなかった。戦後日本においても、大東亜共栄圏を根拠付け日本の膨張政策を推進したとして、GHQにより論議を禁止され、長らく学会においてもタブー視される期間が続いた。ドイツの理論は、ロバート・ストラウスズ・ヒューペ、ダーウェント・ウィットルシー、アンドリュー・ジャイジーなどのアメリカの地政学者によるドイツ流地政学（geopolitik）への多くの批判的な検証を促した。
冷戦が始まると、ニコラス・スパイクマンとジョージ・ケナンは、その後40年にわたって西欧の地政学的思考を支配することとなる、米国の封じ込め政策の基礎を築いた。
アレクサーンドル・デ・プローフィエフ・セーヴェルスキイは航空戦力が地政学的な考慮事項を根本的に変えたとの説を唱え、"航空戦力の地政学"を打ち出した。彼の考えはドワイト・D・アイゼンハワー大統領の政権に影響を与えたが、スパイクマンとケナンの意見の方がより重視された。冷戦後期には、コリン・グレイは航空戦力が地政学的な考慮事項を変えるという考えを断固として否定し、ソール・B・コーエンは、最終的にドミノ理論を告げることになる"シャッターベルト"という考えを検討した

### ポスト冷戦
冷戦終結後、各国は軍事力による勢力圏拡張よりも低コストな管理を好むようになった。勢力圏確保のために軍事力を行使することは、各国に大きな負担を強いるだけでなく、国家間の相互依存性が高まり続けていることから、国際社会から厳しい批判を受けることとなる。新しい勢力圏管理の方法として、各国は地域組織や特定の問題に関連したレジームを作ることで、間接的に介入することが可能になった。間接的な勢力圏管理は、資本の流出を削減すると同時に、管理への正当性と合法性を提供し、関係国は国際社会からの批判に直面する必要がなくなる。
ベルリンの壁が崩壊して以来、ほとんどの北大西洋条約機構・旧ワルシャワ条約機構加盟国の地政学的戦略は安全保障義務や地球資源への権限強化の経過を辿ってきたが、その他の国の戦略はそれほど顕著ではなかった。

## 特筆すべき地政戦略学者
以下の地政戦略学者は、主要な地政戦略学のドクトリンの確立・発展に大きな働きをした。他にも多くの地政戦略学者がいるが、これらの者は、この分野全体を形成し発展させたという点において最も影響力を持っている。

### アルフレッド・セイヤー・マハン
アルフレッド・セイヤー・マハンはアメリカの海軍士官であり、アメリカ海軍大学校の学長であった。彼ら 彼は、海軍の優位性が大国同士の戦争における決定的な要因であると説いた著書『海上権力史論』で最もよく知られている。1900年、マハンの著書『アジアの問題』が出版された。この本の中で彼は近代における地政戦略学を初めて展開した。
マハンは『アジアの問題』において、アジアの3つの地帯に区分している:
- 北部地帯：北緯40度線の以北に位置するで、寒冷な気候が特徴で、ランドパワーが支配している。
- 「議論の余地のある（"Debatable and Debated" ）」地帯：北緯40度線と北緯30度線の間に位置し、温帯気候を特徴とする。
- 南部地帯：北緯30度線以南に位置し、熱帯気候が特徴で、シーパワーが支配する[26]。

マハンは、「議論の余地のある」地帯には、アジアの両端にある2つの半島（アナトリアと朝鮮半島）、スエズ運河・パレスチナ・シリア・メソポタミア、山脈が特徴的な2つの国（イランとアフガニスタン）、パミール山地・ヒマラヤ・揚子江、そして日本が含まれていると考察した。この地帯の中には、外部からの影響に耐えうる、あるいは自国の国境内で安定を維持できるような強大な国家は存在しないと、マハンは主張した。つまり、マハンの見解では、北部と南部の政治情勢は比較的安定しており確立されているのに対し、中央部は 「議論の余地のある」地帯にとどまっているのである。
北緯40度線以北の広大なアジアはロシア帝国が支配していた。ロシアは大陸の中央に位置し、一方をコーカサス山脈とカスピ海、他方をアフガニスタンと中国西部の山々に囲まれた中央アジアへ楔状に突出していた。マハンは、ランドパワーであるロシアの拡張主義とアジア大陸での優位性の獲得を防ぐのには、アジアの側面に圧力をかけることが、シーパワーが唯一実行可能な戦略であると考えていた。
北緯30度線以南は、英国・米国・ドイツ・日本といったシーパワーの支配地域とされた。マハンにとって、イギリスによるインド領有は戦略的に重要な意味を持つものであり、インドは中央アジアでロシアに対してバランスのとれた圧力をかけるのに最適であった。エジプト・中国・マレーシア・オーストラリア・カナダ・南アフリカにおけるイギリスの優位性も重要視されていた。
マハンは、シーパワーはロシアが海上交易から得られる権益の阻止を戦略の旨とすべきだとした。彼はトルコ海峡もデンマーク海峡も敵対国によって閉鎖される可能であることが、ロシアの海上進出を阻止することになると指摘した。さらに、この不利な立場によって、ロシアは富や不凍港を得るための拡張主義的傾向を持つことになるとした。自然、海へのアクセスを求めるロシアの地理的目標は、中国沿岸部・ペルシャ湾・そしてアナトリア半島となる。
このランドパワーとシーパワーの戦いでは、ロシアはフランス（本来はシーパワー国であるが、この場合は必然的にランドパワーとして行動する）と同盟を組み、ドイツ・イギリス・日本・アメリカはシーパワーとしてこれに対抗することになる。さらにマハンは、効率的に組織された陸軍と海軍を持ったトルコ・シリア・メソポタミアからなる近代統一国家を樹立し、これをもってロシアの拡大に対抗させることを構想した。
マハンは地理的特徴によってさらに世界を区分し、スエズ運河とパナマ運河が最も影響力のある2つの分界線になると述べている。先進国や資源は世界地図上の北側に集中しているため（南北問題）、2つの運河の北側の政治や商業は、運河の南側のものよりもはるかに重要である。このように、歴史的な発展の大きな進展は、北から南へではなく、東から西へと流れていくことになり、この場合はアジアを前進拠点とすることになる。

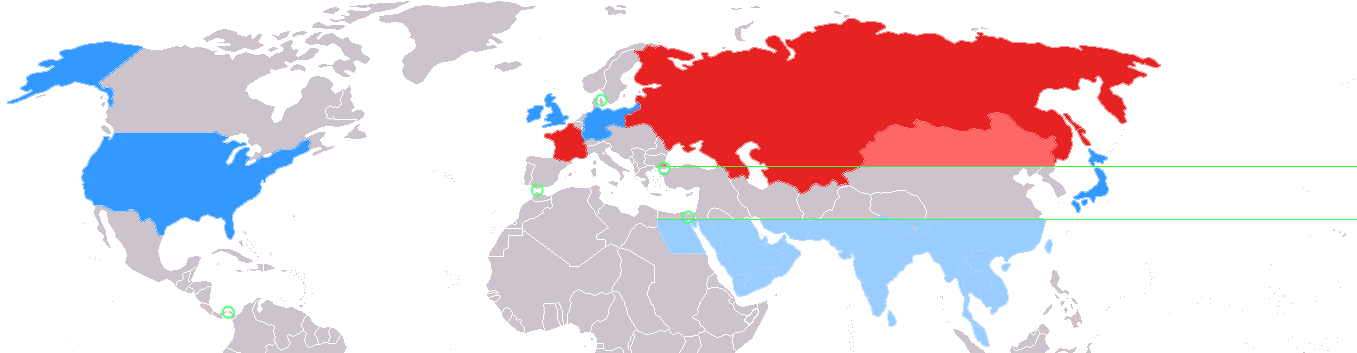
マハンが1900年に発表した『アジアの問題』による世界区分。緑色の線で示された北緯30度線と北緯40度線の間にあるのは、マハンが「議論の余地がある」あるとしたアジア地帯であり、ランドパワー・シーパワー間の覇権競争の対象とされる。
The two allied land powers, the Russian Empire and France
The portions of Asia above the 40th parallel under effective influence of Russian land power
The four allied sea powers, Great Britain, the German Empire, Japan, and the United States
The portions of Asia below the 30th parallel subject to effective control by sea power
Key waterways identified by Mahan: the Suez Canal, Panama Canal, Turkish Straits, Strait of Gibraltar, and Danish Straits.

### ハルフォード・マッキンダー
ハルフォード・マッキンダーの代表作『デモクラシーの理想と現実』が発表されたのは、1919年のことであった。同書はハートランドについての彼の理論を提示するとともに、パリ講和会議で地政学的要因を十分に考慮することを主張しており、ウッドロウ・ウィルソンの理想主義と地理学的見地に基づく現実を対比させた。本書は"東欧を支配する者はハートランドを制し、ハートランドを支配する者は世界島を制し、世界島を支配する者は世界を制する"との格言でつとに知られる。
このメッセージは、ドイツとロシアを分離するための緩衝地帯の必要性から、パリ講和会議で世界の政治家たちにハートランドへの到達に戦略上重要な東欧の価値を訴えるために作られたものであった。これらの緩衝地帯は和平交渉によって作られたが、1939年には効果のない防波堤であることが証明された（戦間期における政治家たちの失敗と同様と言えるかもしれないが）。彼の仕事の最大の関心事は、別の大きな戦争の可能性を警告することであった（経済学者ジョン・メイナード・ケインズも警告している）。
マッキンダーは反ボリシェビキであり、1919年末から1920年初頭にかけてのロシア南部のイギリス高等弁務官として、白ロシア軍への支援を継続する必要性を強調した。
マッキンダーの功績は、イギリスで地理学が独自の学問として確立される道を切り開いたことである。 地理学の教育を発展させたという点に置いて、おそらく他のイギリスの地理学者と比べても彼の役割は最も大きいものであろう。
オックスフォード大学は1934年に至るまで地理学に教授職を置くことはなかったが、リバプール大学とウェールズ大学アベリストウィス校は1917年に地理学の教授職を設置した。マッキンダー自身も1923年にロンドン大学（ロンドン・スクール・オブ・エコノミクス）の地理学の正教授となった。
マッキンダーは2つの新しい用語を英語に導入したと言われる。すなわち"マンパワー"と"ハートランド"である。
ハートランド理論は国家有機体説（Geopolitik）を唱えるドイツ学派、特にその主要な提案者であるカール・ハウスホーファーによって熱狂的に取り上げられた。なお、国家有機体説は1930年代にナチス・ドイツによって受け入れられることとなる。ドイツにおけるハートランド理論の解釈は、第二次世界大戦時におけるフランク・キャプラ監督のアメリカプロパガンダ映画『我々はなぜ戦うのか』シリーズの第二弾である「ナチス侵攻！」で明示的に言及されている（マッキンダーとの関連については言及されていない）。
ハートランド理論（より一般的には古典的地政学）及び地政戦略学は、冷戦時代の米国の外交政策立案に非常に大きな影響力を持っていた。
マッキンダーのハートランド理論は、地政学者ディミトリー・キツィキスの地政学モデル「中間領域」などにおいても見られる。

### フリードリヒ・ラッツェル

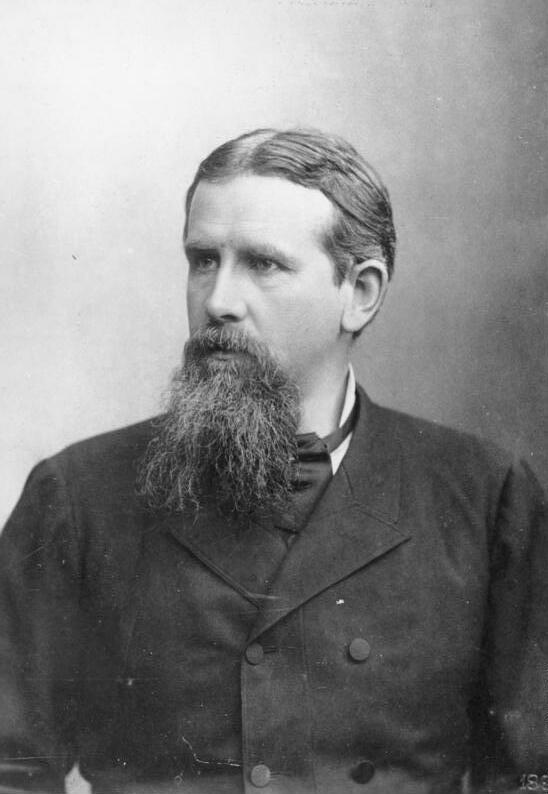
フリードリヒ・ラッツェル

フリードリヒ・ラッツェルは、マハンやドイツの地理学者カール・リッターやアレキサンダー・フォン。フンボルトらの研究の影響を受け、ドイツ独自の地政学の基礎を築いた。
Ratzelラッツェルはランドパワーとシーパワーの自然な分断について書き、貿易による利益が商船団の発展を支えることから、シーパワーは自立的であるという点でマハンに同意した。 しかしながら、彼の重要な貢献は、"生存圏"（ラウム）の概念と国家有機体説の理論を進展させてことにあった。彼は、国家とは生物のように成長するものであり、国境は一時的なものに過ぎず、自然な動きの一時停止を表すものであると理論化した。すなわち、精神的に国家（この場合、ドイツの人々）と結びついた土地であるラウムから人々は栄養を得て、土地は彼らのクルトゥル（文化）によって肥沃にさせられる。そしてさらに隣接する劣った国家を見つけて自らの養分とするのである。
ラッツェルの考えは、彼の弟子であるルドルフ・チェーレンやカール・ハウスホーファーの研究にも影響を与えた。

### ルドルフ・チェーレン
ルドルフ・チェーレンは、スウェーデンの政治学者であり、政治学者であり、フリードリヒ・ラッツェルの門下生である。彼は最初に"地政学"という言葉を造語した。彼の著作は、カール・ハウスホーファーの地政学に影響を与え、間接的に将来のナチス・ドイツの外交政策に決定的な役割を果たすことになる。
彼の研究は、ドイツの地政学を支える以下の5つの中心的な概念に焦点を当てている。
1. 生存圏と軍事戦略的形状からなる領土概念である、Reich（ライヒ、帝国）。
2. 国家の人種的概念である、Volk（国民）。
3. 国際市場の激動に反発して策定された、土地を基盤としたアウタルキーである、Haushalt。
4. 国家の組織と文化的魅力の社会的側面であるGesellschaft（共同体）。チェーレンは、チェーレンはラッツェルよりも国家間関係を擬人化した。
5. 官僚機構と軍隊が国民の平和と調整に貢献する政府の形態であるRegierung（法政）[30]。

### カール・ハウスホーファー
カール・ハウスホーファーの地政学は、ラッツェルとチェーレンの理論を発展させたものである。後者の2人が地政学を領域の組織体としての国家を指導者に使役させるためのものとして考えていたのに対し、ハウスホーファーのミュンヘン学派では、戦争と帝国の設計に関連する地理学が特に研究された。それにより、それまでの地政学者らの行動規範は、生存圏と世界権力への行動ドクトリンへと変貌した。
ハウスホーファーは地政学を「最も広い意味での土地に対する土壌、Reichの境界内の土地だけでなく、より広範なVolkと文化的領土に対する権利を保護する義務」と1935年に定義した。文化そのものが、ダイナミックな拡大を最も助長する要素であると考えられていた。軍事力や商業力に頼るだけでは難しくとも、文化は拡張に最適な地域の指針となり、拡張を安全なものにすることができた。
ハウスホーファーにとって、国家の存在は生存圏に依存しており、その追求がすべての政策の根底になければならない。ドイツは人口密度が高かったのに対し、旧来の植民地保有国は人口密度が低かった。ドイツは資源の豊富な地域への進出が事実上の使命となっており、緩衝地帯や影響力のない国を国境沿いに置くことでドイツは守られるものと考えられた。
この必要性は、小国の存在は国際体制の政治的後退と無秩序の証拠であるとするハウスホーファーの主張とリンクしていた。ドイツを取り巻いている小国家は、極めて重要なドイツの秩序の中に取り込まれるべきであった。これらの国家は、（たとえ大規模な植民地を維持していたとしても）実質的な自治を維持するには小さすぎて、ドイツ国内での保護と組織化によってより良い結果が得られるだろうと考えられていた。  ハウスホ―ファーは、ヨーロッパにおける、ベルギー・オランダ・ポルトガル・デンマーク・スイス・ギリシャ・オーストリア-ハンガリーの「分裂した同盟」が、自らの主張を強化していると見ていた。
ハウスホーファーとミュンヘン学派の地政学は、最終的には、1914 年のドイツ国境の回復と1897年に外務大臣ベルンハルト・フォン・ビューローが唱えた世界政策「陽のあたる場所」をはるかに超えて、生存圏とアウタルキーの概念を拡大していくことになる。彼らは、新ヨーロッパ秩序、新アフロ・ヨーロッパ秩序、そして最終的にはユーラシア大陸全体の秩序を目標とした。この概念は、アメリカのモンロー主義と、国家と大陸の自給自足の理論に由来する、パン・リージョンとして知られるようになる。これは、植民地を求める動きを前向きに再構築したものであり、地政学的には経済的な必要性としてではなく、威信の問題として、また古い植民地大国に圧力をかけるためのものであると考えられていた。基根本的な原動力は、経済的なものではなく・文化的・精神的なものであった。
パン・リージョンは経済的な概念だけでなく、戦略的な概念でもあった。ハウスホーファーは、ハルフォード・マッキンダーが提唱したハートランドの戦略的概念を認めた。ドイツが東欧、ひいてはロシアの領土を支配することができれば、敵対的なシーパワーを封じる戦略的地域を支配することができる。イタリアと日本との同盟は、ドイツのユーラシア大陸における戦略的支配力をさらに強化し、これらの国が孤立したドイツを守る海軍力となることを意味する。

### ニコラス・スパイクマン
ニコラス・スパイクマンはオランダ系アメリカ人の地政学者で、「封じ込めのゴッドファーザー」として知られている。 彼は、地政学的著作『平和の地理学』（1944年）で、ユーラシア大陸のパワーバランスが米国の安全保障に直接影響を与えると主張した。
パイクマンは、地政戦略学の考えの基礎をハルフォード・マッキンダーのハートランド理論に置いていた。 スパイクマンの主な功績は、ハートランド対「リムランド」(マッキンダーの「内側の三日月地帯、」「外側の三日月地帯」に類似した地理的区域)の戦略的な評価を変えたことだった。スパイクマンは、ハートランドを、近い将来に強力な交通や通信インフラによって統一される地域とは見ていない。そのため、比類なく防御向きの位置にあるにもかかわらず、米国のシーパワーに対抗できる立場にはないだろうとした。リムランドは重要な資源と人口をすべて保有しており、その支配がユーラシア大陸の支配の鍵を握っていたのである。彼の戦略は、オフショア・パワー、そしておそらくロシアにも、一国によるリムランドの支配の強化に抵抗させることであった。勢力均衡が平和をもたらすのである。

### ジョージ・ケナン

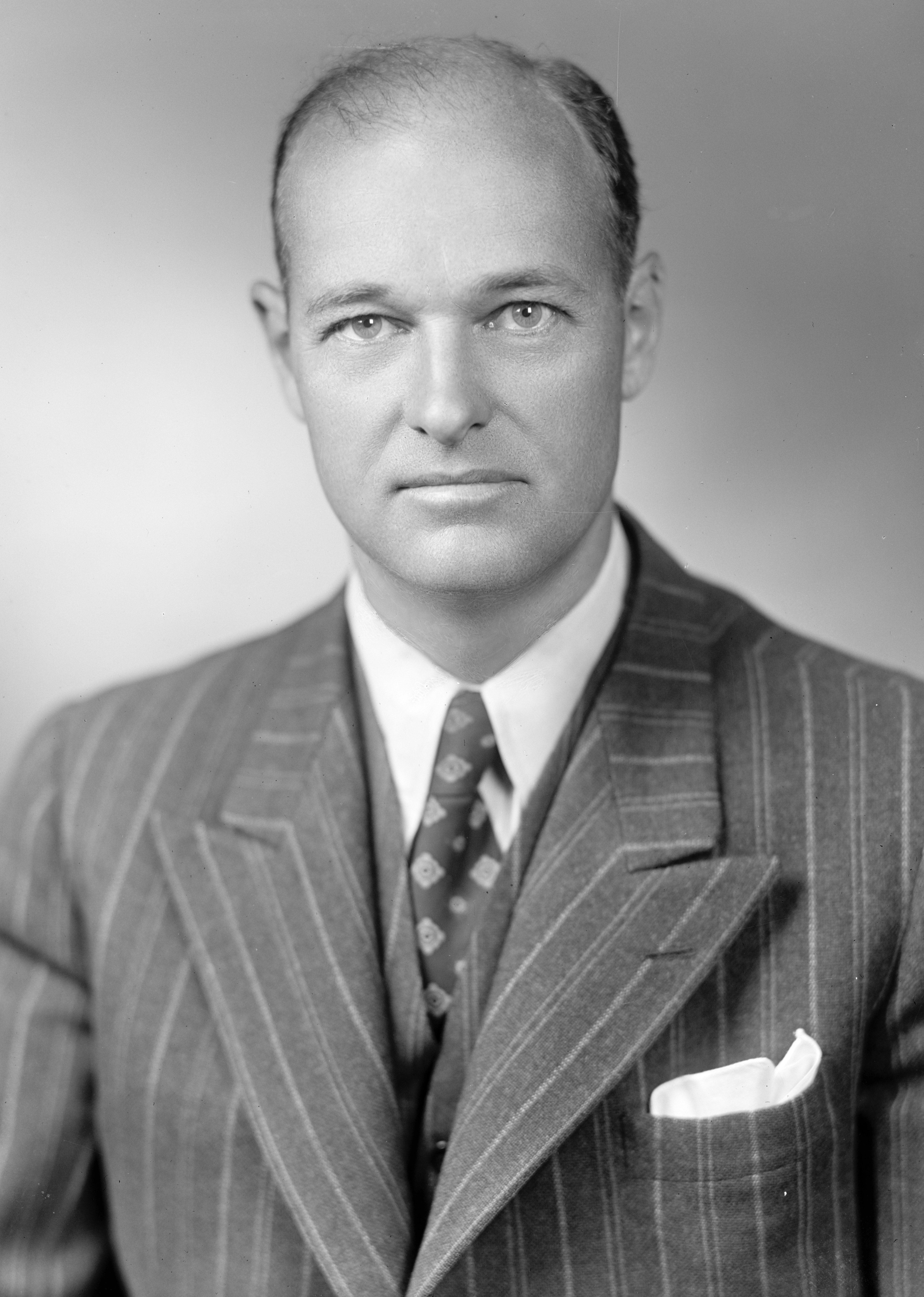
ジョージ・ケナン

ジョージ・ケナン駐ソ連米大使は、冷戦時代の地政戦略学をX論文にまとめた。彼は「封じ込め」という言葉を造語したが、この言葉は、その後 40 年間にわたって米国の大戦略の指針となるアイデアとなった。

ケナンは「重点封じ込め（英語: strongpoint containment）」と呼ばれるものを提唱した。アメリカとその同盟国は、世界の生産的な工業地帯をソ連の支配から守る必要があると考えたのである. 彼は、5つの産業力の中心地すなわち米英日独露のうち、唯一争点となっているのがドイツであることを指摘した。ケナンは米ソ間の勢力均衡の維持を重視していたが、彼の考えでは、この数少ない工業地域だけが重要であるとした。
ここでケナンは、冷戦時代の代表的な文書であるNSC-68で大規模な軍事増強を伴う「無差別または世界的な封じ込め」を求めていたポール・ニッツェとは異なっていた。ケナンは、ソ連を真の軍事的脅威というよりも、イデオロギー的、政治的な挑戦者とみなしていた。ユーラシア大陸全域でソヴィエトと戦う理由がないのは、それらの地域は生産的ではなく、ソ連はすでに第二次世界大戦で疲弊していたため、他国に力を誇示する能力が限られていたからである。そのため、ケナンは米国のベトナム参戦不支持を唱え、後にレーガンの軍事増強に批判的な発言をした。

### ヘンリー・キッシンジャー

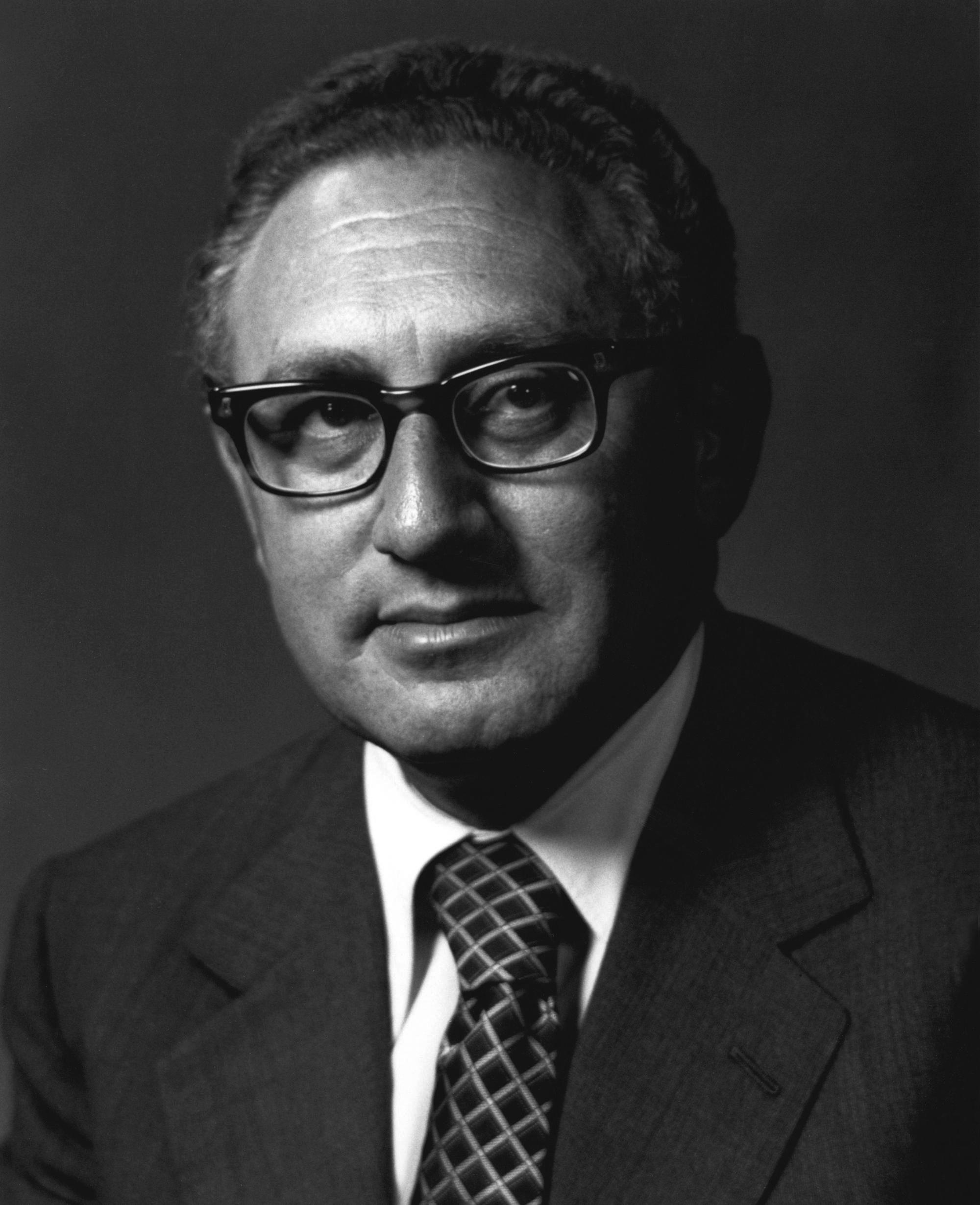
ヘンリー・キッシンジャー

ヘンリー・キッシンジャーは在任中に、国際システムの極性を二極から三極へと意図的にシフトさせることと、ニクソン・ドクトリンに関連した地域安定化国家(英語: regional stabilizer)の指定という二つの地政学的目標を掲げていた。キッシンジャーは大著『外交』の第28章で、「中国開国」を、中ソ対立を利用して国際システムのパワーバランスを変えるための手の込んだ策略として論じている。地域安定化国家とは、地域の安定のために責任を負うことと引き換えに、米国の多大な援助を受ける親米国のことである。キッシンジャーが指定した地域安定化国家には、ザイール・イラン・インドネシアが含まれた。

### ズビグネフ・ブレジンスキー
ズビグネフ・ブレジンスキーは、1997年の著書『The Grand Chessboard（邦訳：ブレジンスキーの世界はこう動く――21世紀の地政戦略ゲーム）』で、ポスト冷戦の地政戦略学について論じた。 彼はユーラシア大陸の4つの地域を定義し、世界的な優位性を維持するために、米国が各地域に対する政策をどのように設計すべきかについて述べている。
4つの地域とは（マッキンダーとスパイクマンに倣い）以下のものである:
- 民主主義の橋頭堡ことヨーロッパ
- ブラックホールことロシア
- ユーラシア大陸の"バルカン"こと中東
- 極東のアンカーことアジア

続く著書『ザ・チョイス（邦訳：孤独な帝国アメリカ――世界の支配者か、リーダーか）』では、グローバリゼーションや9.11、そして2冊の本の間の6年間を踏まえて更新された、ブレジンスキーの地政戦略学が述べられている。
彼のジャーナル "アメリカの新しい地政戦略学"において、彼は、多くの学者が予測するような大規模な崩壊を避けるためには、アメリカの戦略を転換する必要があると論じている。彼は次のように指摘している:
- 米国は、超大国間の核戦争や中央ヨーロッパへのソ連の大規模な通常攻撃の脅威への長年の先入観から脱却する必要がある。
- 現在および予測可能な将来における状況下での抑止力を強化するために、数多の安全保障上の起こりうる脅威に対して米国がより選択的に対応できるような、ドクトリンと戦力態勢が必要とされている。
- 米国は、最適な軍事任務を遂行可能な核戦力と非核戦力の柔軟な組み合わせに、より広範に付託すべきである[38]

## 地政戦略学に対する批判
現代のイデオロギーの中で、「地政学」の理論ほど、気まぐれに全てを網羅し、ロマンティックに曖昧で、知的にずさんで、第三次世界大戦を引き起こす可能性があるものはない。—Charles Clover、Dreams of the Eurasian Heartland
 
地政戦略学は様々な批判にさらされ、地理決定論の粗野な形態と呼ばれてきている。ナチス・ドイツの戦争計画や、冷戦の対立を生み出したと認識されている米国封じ込め戦略と結びつけて、国際的な侵略と拡大主義を正当化するために使用される用語としてみなされることもある。マルクス主義者や批判的国際関係理論家は、地政戦略学を単にアメリカ帝国主義を正当化するためのものだと考えている。
政治学者の中には、非国家主体の重要性が高まるのに従って地政学の重要性も低下すると主張する者もいる。同様に、安全保障問題よりも経済問題の方に重きを置く人たちは、地政戦略学よりも地経学の方が現代に適していると主張している。